# 反応座標

触媒反応における反応座標を変数とするエネルギーダイアグラム。触媒を用いた反応では活性化エネルギーが低下している。

化学分野において、反応座標（はんのうざひょう、英: reaction coordinate）とは、反応経路に沿った反応進行度を表す抽象的な1次元座標のこと。化学反応の過程で変化する幾何パラメータが、一般に反応座標にあたる。分子動力学シミュレーションにおいては集団変数（しゅうだんへんすう、英: collective variable）とも呼称される。
反応座標は結合長、結合角といった実在する座標系を表すこともあるが、より複雑な反応では特に、幾何パラメータではなく結合次数などが用いられることがある。
反応のエネルギープロファイル（ポテンシャルエネルギー曲面の断面）の概略となるように、反応座標と自由エネルギーの関係をプロットすることが多い。
遷移状態理論の中で反応座標は、各素過程において反応物から遷移状態を介して生成物へと滑らかに変化する原子配置から得られる。
一般に反応座標は、反応物から生成物に至る過程の、ポテンシャルエネルギーの勾配を元に選ばれる。(登りでは勾配の最も緩い経路が選ばれ、下りでは勾配が最も急な経路が選ばれる) 
例えば、水素分子のホモリティック開裂で、適切な座標系を選ぶとすれば、結合長に対応する座標になるだろう。